# Kattanam
Kattanam es una ciudad censal situada en el distrito de Alappuzha en el estado de Kerala (India). Su población es de 19504 habitantes (2011). Se encuentra a 49 km de Alappuzha.

## Demografía
Según el censo de 2011 la población de Kattanam era de 19504 habitantes, de los cuales 8989 eran hombres y 10515 eran mujeres. Kattanam tiene una tasa media de alfabetización del 95,42%, superior a la media estatal del 94%: la alfabetización masculina es del 97,08%, y la alfabetización femenina del 94,03%.